# Trypeticus gestroi
Trypeticus gestroi är en skalbaggsart som först beskrevs av Sylvain Auguste de Marseul 1879.  Trypeticus gestroi ingår i släktet Trypeticus och familjen stumpbaggar. Inga underarter finns listade i Catalogue of Life.